# Shi Tingmao
Shi Tingmao (chinesisch 施廷懋, Pinyin Shī Tíngmaó; * 31. August 1991 in Chongqing) ist eine chinesische Wasserspringerin. Sie startet im Kunstspringen vom Ein-Meter- und Drei-Meter-Brett sowie im Drei-Meter-Synchronspringen.

## Erfolge
Shi Tingmao gewann ihre erste internationale Medaille bei den Asienspielen 2010 in Guangzhou. Sie errang Silber im Kunstspringen vom Drei-Meter-Brett und mit Wang Han Gold im Drei-Meter-Synchronspringen. Bei den Heimweltmeisterschaften 2011 in Shanghai konnte sie Gold vom 1-m-Brett gewinnen.
Bei den Olympischen Sommerspielen 2016 in Rio de Janeiro wurde Shi Olympiasiegerin im Kunstspringen vom 3-m-Brett und zusammen mit Wu Minxia Olympiasiegerin im Drei-Meter-Synchronspringen. Diesen Doppelerfolg wiederholte sie auch bei den 2021 ausgetragenen Olympischen Spielen 2020 in Tokio.